# (3224) Irkutsk
(3224) Irkutsk (1977 RL6) – planetoida z pasa głównego asteroid okrążająca Słońce w ciągu 4,65 lat w średniej odległości 2,79 au. Odkryta 11 września 1977 roku.